# كريستي لي وودز
كريستي لي وودز (بالإنجليزية: Christie Lee Woods)‏ هي ممثلة أمريكية، ولدت في 21 أكتوبر 1977 في هانتسفيل في الولايات المتحدة.

## وصلات خارجية
- كريستي لي وودز على موقع IMDb (الإنجليزية)
- كريستي لي وودز على موقع قاعدة بيانات الفيلم (الإنجليزية)